# منتخب تونس لكأس فيد
منتخب تونس لكأس فيد هو ممثل تونس الرسمي في كرة المضرب في كأس فيد
.